# 사사키 에리
사사키 에리(佐々木 恵梨, 1989년 6월 13일 ~ )는 5pb. 레코드 및 소니 뮤직 퍼블리싱과 계약을 맺은 후쿠오카 현 출신의 일본 음악가이다. 2015년 TV 애니메이션 시리즈인 플라스틱 메모리즈의 오프닝 테마로 사용된 첫 번째 싱글 "Ring of Fortune"을 발매하며 음악 데뷔를 했다. 2017년 첫 앨범을 발매했다.

## 생애
사사키는 1989년 6월 13일 후쿠오카 현에서 태어났다. 유치원 시절 어머니가 동급생이 피아노를 치는 것을 보고 음악에 관심을 갖기 시작했다. 어머니는 그녀에게 악기 연주법을 배우고 싶은지 물었고 그녀는 바이올린을 연주하고 싶다고 대답했다. 그녀는 기타 연주를 배웠을 때 고등학교 때 바이올린과 피아노를 모두 연주했다. 고등학교 때 그녀는 밴드에 가입하는 데 관심을 갖게 되었다. 그녀의 학교는 학교 축제 기간에만 밴드를 허용했기 때문에 그녀는 그러한 행사에서 밴드를 조직했다.
사사키는 고등학교를 졸업한 후 교토 대학에서 인문학 학위를 취득했다. 그 사이 경음악 동아리에 가입해 선배 밴드 FPS를 위해 부른 첫 창작곡을 불렀다. 그녀는 나중에 라티스(Lattice)라는 자신의 밴드를 결성했다. 대학원 논문을 준비하면서 곧 프로 데뷔를 하겠다는 마음으로 작사에 도전했다. 대학 시절에 그녀는 특히 Steins;Gate (애니메이션) 및 로보틱스;노츠 시리즈를 본 후 애니메이션에 점점 더 관심을 갖게 되었다.
졸업 논문을 마친 후 사사키는 Steins;Gate 및 로보틱스;노츠의 작업에도 참여한 하야시 나오타카가 작곡한 애니메이션 시리즈 플라스틱 메모리즈의 곡을 작곡하는 대회에 대해 알게 되었다. 그녀는 이 대회에 참가했고 그녀의 제출물은 선정되지 않았지만 대신 우승작의 가수가 되기 위해 오디션을 보기로 결정했다. 그녀는 오디션에 합격했고 시리즈의 오프닝 테마 "Ring of Fortune"을 부르도록 선택되었다. "Ring of Fortune"은 2015년 6월 8일 그녀의 첫 싱글로 발매되었다. 싱글은 오리콘 주간 차트에서 28위에 올랐고 6주 동안 차트에 올랐다. 그해 말, 그녀는 애니멜로 서머 라이브에 출연했다.
사사키의 다음 발매곡은 2016년 비주얼 노벨 이 세상의 끝에서 사랑을 노래하는 소녀 YU-NO의 오프닝 테마로 사용된 두 번째 싱글 "Recalling/Last Diary"이다. 2017년 8월 23일 첫 앨범 Period를 발매했다. 타이틀 트랙은 애니메이션 시리즈 유루캠△의 엔딩 테마로 사용된다. 2018년 1월 26일 일본 메탈 밴드 Cyclamen의 앨범 Amida의 "Choices" 트랙에 게스트 보컬을 녹음했다.